# Renato Baldi
Renato Baldi (Firenze, 12 maggio 1918 – Firenze, 30 ottobre 2022) è stato un architetto, urbanista e restauratore italiano.
Renato Baldi è stato uno dei maggiori architetti fiorentini del XX secolo, celebre per aver progettato il Parco di Pinocchio a Collodi, restaurato la Rocca di Federico II a San Miniato e redatto numerosi piani regolatori toscani. 
Renato Baldi è stato docente presso la Facoltà di Architettura di Firenze e successivamente nell'Accademia di Belle Arti di Brera e nell'Accademia di Belle Arti di Firenze. Come libero professionista ha operato nel campo dell'architetura e dell'urbanistica, vincendo numerosi concorsi nazionali e internazionali. È autore di pubblicazioni a carattere scientifico, fra cui: Elementi di Geometria Descrittiva, Edizioni Giunti, Firenze; Prospettiva: Teoria e Applicazione, Edizioni Alinea, Firenze; La cornice fiorentina e senese - Storia e Tecniche di Restauro (in coll.), Edizioni Alinea, Firenze; Disegni dall'opera di C. F. Wiebeking, Edizioni Alinea, Firenze.

## Biografia
Renato Baldi nasce a Firenze nel 1918 nel quartiere dell'Anconella. Il padre Arturo era titolare di un'impresa edile (nel 1873 fu incaricata dello spostamento del David di Michelangelo dalla Piazza della Signoria di Firenze alle Galleria dell'Accademia). La madre Olga casalinga. 
Renato Baldi si laurea con 110 e lode alla facoltà di Architettura presso l'Università degli Studi di Firenze nel 1945 e nello stesso anno consegue l'abilitazione alla professione. Ha firmato i piani regolatori di Abetone, Pescia e Follonica.
Renato Baldi sposa Maria Lisini (nipote dello storico e politico Alessandro Lisini).
Nel 1953, in occasione del settantesimo anniversario della pubblicazione della fiaba di Pinocchio, il comune di Pescia bandisce un concorso nazionale per un parco monumentale dedicato al celebre burattino.Il concorso fu vinto da Renato Baldi con Emilio Greco e Lionello De Luigi insieme a Venturino Venturi (per la parte artistica). Il parco di Pinocchio è costituito dal monumento di Emilio Greco, dalla piazzetta delimitata da muretti decorati a mosaico di Venturino Venturi e dal giardino disegnato da Renato Baldi e Lionello De Luigi.
Nel 1955 riceve l'incarico insieme all’ingegnere Enrico Brizzi, per la ricostruzione della Rocca di San Miniato, distrutta dall’esercito tedesco nella notte del 23 luglio 1944.  A San Miniato l’architetto Baldi dedicò tre anni, dal 1955 quando ebbe l’incarico al 1958, quando la nuova costruzione fu finalmente inaugurata.

## Opere Principali
- Ricostruzione della chiesa dei Santi Maria e Pancrazio in Cireglio
- Piano regolatore dell'Abetone
- Cinema "Eolo" in borgo San Frediano a Firenze
- Complesso residenziale società selt-valdarno per allievi di scuole professionali a Rifredi, Firenze
- Realizzazione del monumento a pinocchio e del giardino di collodi
- Piano regolatore di Pescia
- Piano regolatore di Pontassieve
- Complesso scolastico a Rifredi - INA-CASA
- Quartiere di Santa Maria a Empoli
- Mercato in piazza della sala a Pistoia
- Piano regolatore di Follonica
- Nuovo stabilimento "acque minerali allodola" a Ponticino
- Nuovo Piano Regolatore di Firenze: piani di dettaglio relativi alla zona sud-est
- Studio per la sistemazione urbanistica di un tratto di costa marina a Sassari
- Albergo "Pontinental" a Platamona

## Pubblicazioni
- La cornice fiorentina e senese storia e tecniche di restauro, Alinea editrice, Firenze
- Disegni tratti dall'opera del cavaliere Carl Friedrich von Wiebeking, Alinea editrice, Firenze
- Elementi di Geometria Descrittiva, Giunti editore, Firenze
- Prospettiva: Teoria e Applicazione, Alinea editrice, Firenze

## Filmografia
- L'Arno si riprese la sua valle (per qualche giorno), documentario 8m/m

## Premi e riconoscimenti
- 1964 Vincitore del premio regionale in/arch 1964 per la Sardegna per la progettazione dell'Albergo "Pontinental" a Platamona
- 1970 riceve il V Premio internazionale di architettura "Eternit" per la progettazione di una casa residenziale nel centro antico di Sant'Angelo in Colle.